# Jozef De Kesel
Joseph De Kesel o Jozef De Kesel (Gant, 17 de juny de 1947) és un prelat belga, Arquebisbat de Malines-Brussel·les des del 6 de novembre de 2015.
Va ser el 26è bisbe de Bruges del 25 de juny de 2015 al 6 de novembre de 2015, i anteriorment havia estat bisbe auxiliar de Malines-Brussel·les durant 8 anys pel vicariat de Brussel·les, a més, durant algunes setmanes, les de bisbe auxiliar del vicariat de Malines i de Bravant flamenc. En tant que bisbe auxiliar era bisbe titular de Bulna.

## Biografia

### Formació i professorat
Cinquè fill d'una família de nou germans, Josef De Kesel va néixer a Gant el 1947. Realitzà els seus estudis secundaris al Collège Saint-Vincent d'Eeklo abans d'ingressar al seminari a setembre de 1965. Es graduà en filosofia i lletres per la Universitat de Lovaina, continuà amb la seva formació entre 1968 i 1972 a la Universitat Pontifícia Gregoriana de Roma, on es llicencià en teologia al 1972.
Josef De Kesel va ser ordenat prevere el 26 d'agost de 1972, abans d'ensenyar religió catòlica al seu antic col·legi d'Eeklo, on s'encarregà de la teologia pastoral escolar. El 1977 presentà una tesi de doctorat portant sobre la qüestió del Jesús històric a la teologia de Rudolf Bultmann («Le refus décidé de l'objectivation. Une interprétation du Jésus historique dans la théologie chez Rudolf Bultmann»). A partir d'aquell any i durant 5 anys, donà classes a l'escola social de Gant.
A partir de 1980 donà classes al Gran Seminari de Gant, on ensenyà teologia dogmàtica i teologia fonamental fins al 1996. També va donar classes a la Universitat de Lovaina entre 1989 i 1992. Després d'haver igualment ensenyat a l'Institut superior de ciències religioses de Gant, n'esdevingué president.

### Bisbe auxiliar
El 1992 va ser nomenat vicari episcopal encarregat de la formació teològica i pastora, així com de l'ecumenisme, abans d'esdevenir, el 20 de març de 2002, a la funció de bisbe auxiliar de Malines-Brussel·lesi de bisbe titular de Bulna.
Al març de 2010, el Primat de Bèlgica, André Léonard, arquebisbe de Malines-Brussel·les, li confià el vicariat de Brabant flamenc i de Malines. A la Conferència Episcopal va ser responsable de la Comissió interdiocesana per a la Litúrgia Pastoral (flamenc i francès) i delegat per a la Comissió per a les Conferències Episcopals de la Comunitat Europea (COMECE).

### Bisbe de Bruges
El 25 de juny de 2010 el Papa Benet XVI nomenà aquest proper a l'antic Primat de Bèlgica, Godfried Danneels, al capdavant de la diòcesi de Bruges, succeint a Roger Vangheluwe, que havia dimitit a causa de la seva implicació en un afer d'abusos sexuals contra menors. L'anunci del seu nomenament va ser enmig d'un període de crisi de l'episcopat belga, car la justícia estava investigant l'arquebisbe.
Es va instal·lar a la seu de Bruges el 10 de juliol de 2010.
El juny de 2014 es declarà "sense veu" davant la investigació judicial portada a terme sobre el sur le diacre de Wevelgem, acusat d'eutanàsia sobre una dotzena de pacients de l'hospital de Menin.

### Primat de Bèlgica
Va ser nomenat arquebisbe de Malines-Brussel·les, bisbe de les Forces Armades belgues i Primat de Bèlgica el 6 de novembre de 2015.
Prengué possessió de la seva seu el 12 de desembre de 2015, en presència de centenars de fidels i més de 250 convidats, entre ells el rei Felip i la reina Matilda.
En la seva primera homilia com a arquebisbe, afirmà voler una Església més oberta i demanà als cristians a «estar atents vers els pobres, les persones més vulnerables, en particular aquells que fugen de les guerres i la violència».
A diferència del seu predecessor, és vist com un liberal, mostrant-se a favor de la proposta del cardenal Walter Kasper de donar la comunió als divorciats i a les parelles catòliques tornades a casar.
El 26 de febrer de 2016 va ser elegit president de la Conferència Episcopal belga.

### Cardenal
El 19 novembre de 2016, el Papa Francesc el va crear cardenal, amb el títol de cardenal prevere de Santi Giovanni e Paolo.

## Preses de posició
Al setembre de 2010, el bisbe de Bruges digué que «penso que l'Església ha de preguntar-se a si mateixa sobre la qüestió de si és apropiat mantenir el caràcter mandatori del celibat. Podríem dir que hi ha preveres cèlibes, però que aquells pels quals el celibat és humanament impossible hi hauria d'haver també l'oportunitat d'esdevenir preveres.» Uns dies més tard rebé el suport dels bisbes de Hasselt Patrick Hoogmartens, i d'Anvers, Johan Bonny.
A finals de desembre de 2015, poc després de la seva presa de possessió com a arquebisbe de Malines-Brussel·les, es declarà favorable a la dimensió institucional de la clàusula de consciència pels hospitals en subjectes ètics com l'avortament o l'eutanàsia.